# A Very Glee Christmas
«A Very Glee Christmas» es el décimo episodio de la segunda temporada de la serie de televisión estadounidense Glee, y el trigésimo segundo de su cómputo general. Escrito por el cocreador de la serie Ian Brennan y dirigido por Alfonso Gomez-Rejon, fue estrenado por la cadena Fox el 7 de diciembre de 2010 como el último episodio de la primera parte de la temporada. 
El álbum Glee: The Music, The Christmas Album con las canciones exclusivas de este episodio fue lanzado el mes anterior a su emisión. Si bien este contiene doce canciones, solo siete de ellas fueron incluidas en el episodio. «A Very Glee Christmas» tiene varias referencias a la fábula del Dr. Seuss ¡Cómo El Grinch robó la Navidad!, entre ellas los sabotajes que Sue hace de varios de los eventos festivos.

## Argumento
Los profesores del instituto McKinley hacen un intercambio de regalos, llamado el amigo invisible, pero la entrenadora Sue Sylvester (Jane Lynch) altera el resultado, asegurándose de recibir todos los presentes. Will Schuester (Matthew Morrison) envía a New Directions a cantar villancicos alrededor de la escuela para recaudar dinero para una organización de caridad para personas sin hogar. En la Academia Dalton de Westerville (Ohio), Kurt Hummel (Chris Colfer) canta a dúo «Baby, It's Cold Outside» con su amigo Blaine Anderson (Darren Criss). Will visita a Kurt buscando asesoramiento para el regalo de Sue, y Kurt le revela que está enamorado de Blaine. 
Rachel Berry (Lea Michele) intenta hacer las paces con su exnovio Finn Hudson (Cory Monteith). Anteriormente, cuando se enteró de que Finn había mentido acerca de su virginidad, en un intento de vengarse de él, ella besó al mejor amigo de Finn, Puck (Mark Salling). Finn se siente especialmente perjudicado, dado que Rachel es la segunda después de Quinn en engañarlo con Puck, y le dice que oficialmente pone fin a su relación. Artie Abrams (Kevin McHale) descubre que su novia Brittany S. Pierce (Heather Morris) todavía cree en Santa Claus, por lo que con los otros miembros visitan la aldea de Navidad para reforzar su creencia. Brittany le pide a Santa restaurar la capacidad a Artie para caminar. Con la esperanza de mantener su fe, Artie convence a la entrenadora de fútbol americano Shannon Beiste (Dot Jones) a vestirse como Santa y explicarle a Brittany que ese deseo en particular no se puede conceder. Brittany es amargamente decepcionada, hasta que encuentra un ReWalk debajo de su árbol de Navidad, un dispositivo de movilidad que permite a Artie ponerse de pie y caminar con la ayuda de muletas. Se da a entender que la entrenadora Beiste compró en secreto el ReWalk. 
Los otros miembros del profesorado descubren el engaño de Sue y reclaman sus regalos con la intención de donar a la caridad. Indignada, Sue se viste como el Grinch y la animadora Becky Jackson se viste como Max, y roban de nuevo los regalos. En el proceso destrozan las decoraciones que hizo el coro para Navidad y Brittany aparece en medio del robo, vestida de Cindy Lou Quién, y le pregunta a «Santa» donde está llevando los regalos y las decoraciones, y el Grinch explica que unas bombillas de las luces decorativas están rotas y «él» se las está llevando al Polo Norte para hacer las reparaciones correspondientes. Los miembros del coro quedan consternados por el robo, pero se les anima a dar una presentación privada en el instituto, muchos de los profesores hacen donaciones de caridad. Cuando Sue escucha a New Directions cantar «Welcome Christmas», lamenta sus acciones y devuelve los regalos. Al final cuando Will vuelve a su apartamento, sintiéndose solo en Navidad, descubre que están todos los regalos y las decoraciones en su casa, Sue aparece y le pide disculpas, para luego entregarle un regalo, que es una rasuradora de las mismas que se ven en la película del Grinch. Luego aparecen los miembros del coro y le desean feliz Navidad, todos disfrutando del momento que se había originado.

## Producción
Los personajes recurrentes en este episodio son los miembros del coro Mike Chang (Harry Shum, Jr.), Sam Evans (Chord Overstreet) y Lauren Zizes (Ashley Fink), los jugadores de fútbol Dave Karofsky (Max Adler) y Azimio (James Earl), la entrenadora de fútbol Shannon Beiste (Dot Jones), la animadora Becky Jackson (Lauren Potter), y Blaine, vocalista del coro de la Academia Dalton. Los creadores de Glee recibieron permiso del Dr. Seuss para el uso de personajes de Cómo el Grinch robó la Navidad en el episodio, pero no en las fotografías promocionales.

## Música
«A Very Glee Christmas» cuenta con versiones de siete canciones de Navidad: «The Most Wonderful Day of the Year» de Rudolph, el reno de la nariz roja, «We Need a Little Christmas» de Mame, «Baby, It's Cold Outside» de Frank Loesser, «Welcome Christmas» de El Grinch: el cuento animado, «Merry Christmas Darling» de The Carpenters, y «Last Christmas» de Wham!. Además se escucha otra canción de ¡Cómo el Grinch robó la Navidad!: un arreglo de «You're a Mean One, Mr. Grinch» de k.d. lang. El tema «Last Christmas» fue lanzado como sencillo de caridad a finales de 2009 y fue incluido en Glee: The Music, The Christmas Album. «Welcome Christmas» fue lanzado como sencillo, disponible para descarga digital, separado del álbum, que incluye todas las pistas restantes y seis canciones adicionales que no se escuchan en el episodio.
Las interpretaciones fueron las siguientes:
- "We Need a Little Christmas" de Mame, cantada por New Directions.
- "Baby, It's Cold Outside" de Frank Loesser, cantada por Kurt y Blaine.
- «Welcome Christmas» de El Grinch: el Cuento Animado, cantada por New Directions.
- "Merry Christmas Darling" de The Carpenters, cantada por Rachel.
- «You're a Mean One, Mr. Grinch» de k.d. lang, cantada por Will.
- "Last Christmas" de Wham!,[8] cantada por Rachel, Finn y New Directions.
- «The Most Wonderful Day of the Year» de Rudolph, el reno de la nariz roja, cantada por New Directions.

## Recepción

### Audiencia
Durante su emisión original, «A Very Glee Christmas» fue visto en Estados Unidos por 11,068 millones de espectadores, anotándose una cuota de pantalla de 4,4/13 en la franja demográfica 18-49. En Canadá, 2,37 millones de espectadores vieron el episodio, que se situó como lo más visto de la noche.

### Crítica
El episodio recibió comentarios positivos por parte de los críticos. Matt Richenthal afirmó «Uno casi tiene que ser el Grinch para que no le guste el episodio de esta semana de Glee, se mantiene la luz y las cosas dulces a lo largo de la hora». Kristen de daemonTV también consideró que "Este episodio pone los principales puntos para hacerme reír y realmente tocar mi corazón". IGN dio a este episodio un 8 de 10, como" El episodio de Glee de Navidad fue sin duda el espíritu de la temporada, con sus milagros, asombro y nos llenó de la alegría "a pesar de que" el episodio en su conjunto le faltaba un poco para convertirlo en un clásico absoluto. Sin embargo, algunos comentarios fueron menos positivos. Jessica Ronayne declaró: "Yo tenía sentimientos encontrados acerca de este episodio". Gleehab.com sintió el episodio: "fue muy bueno, Un poco bueno, No muy bien".